# 野性のもだえ
『野性のもだえ』（Susuz Yaz）は、イスマイル・メチン監督による1964年のトルコのドラマ映画である。

## キャスト
- ウルビ・ドガン
- エロール・タシュ（英語版）
- ユリア・コチギス（英語版）

## 評価
第14回ベルリン国際映画祭では金熊賞を獲得した。第37回アカデミー賞の外国語映画賞にはトルコ代表作として出品されたが、ノミネートには至らなかった。